# Elba Selva
Elba Selva (Villa Riachuelo   - Buenos Aires, 14 de enero de 1945) es una de las futbolistas pioneras en representar a la Argentina en un Mundial de Fútbol femenino integrando el plantel de la Selección femenina de fútbol de Argentina en 1971. De posición delantera, utilizaba el número 10 en la espalda y su pierna hábil era la zurda.

## Carrera como futbolista

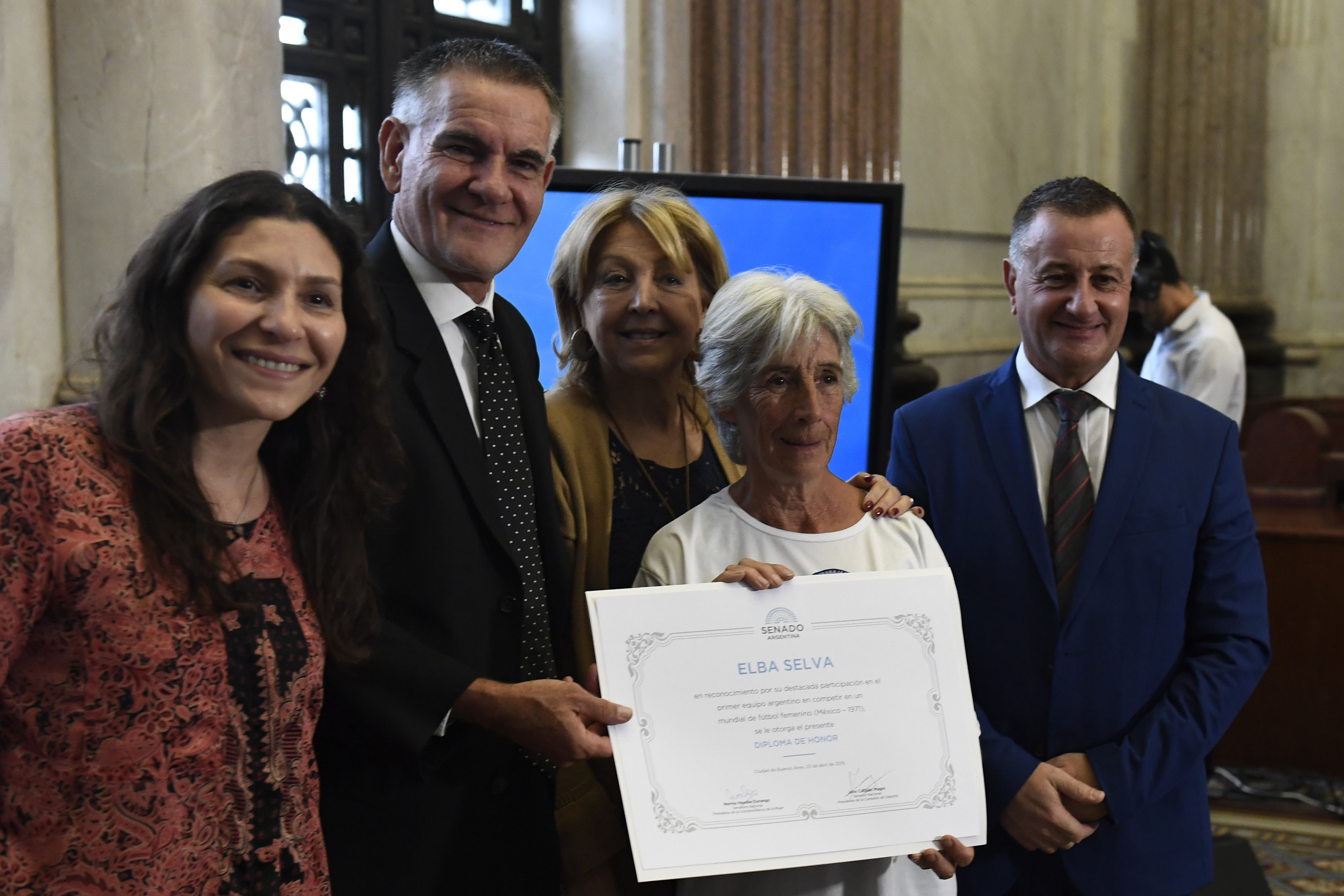
Elba Selva en el Senado de la Nación Argentina recibiendo un Diploma de Honor por su participación en el Mundial de 1971.

El fútbol femenino era amateur y para aficionadas en los años que le tocó practicar ese deporte a Elba Selva, que trabajaba por la mañana en una fábrica de medias, por las tardes entrenaba y los sábados iba con el equipo por las provincias a jugar.
Comenzó a jugar en la década de 1950  en Lugano y lo hacía con todos varones. Una frase que le han dicho en muchísimas oportunidades fue: "Andá a lavar los platos", pero sintió siempre el apoyo de su padre y su marido, por eso no desistió.
En 1971 se presentó la posibilidad de jugar un mundial de fútbol, pero Elba Selva veía compleja  la posibilidad de poder asistir al ser madre de un niño de dos años. Con el apoyo de su marido pudo concretar su deseo, pero uno de los costos fue quedarse sin trabajo en la fábrica, donde nadie sabía que jugaba al fútbol:

Medio llorosa le expliqué que las chicas se iban al Mundial y que yo estaba entre las convocadas, pero que con el bebé no podía ir. Pero él me dijo: "Vos tenés que ir. Yo no te voy a poder pagar ese viaje". Y fui.
Elba Selva.

El plantel estuvo conformado por 17 jugadoras, pero viajaron sin médico ni director técnico. También era la primera vez que se calzaban unos botines y tuvieron que aprender a utilizarlos antes de jugar.
El 21 de agosto en el marco de su primer mundial vencieron a Inglaterra por 4-1 con cuatro goles de Elba Selva y ese fue su primer triunfo. Los organizadores del evento se hicieron cargo de ellas y Norberto Rozas fue quien se asumió como director técnico.
Al regresar de dicho campeonato decidió dejar de jugar porque había perdido el trabajo y debía ocuparse de su hijo.

## Día de la Futbolista
En el 2018, las futbolistas pioneras alzaron la voz junto con las futbolistas actuales para solicitar la creación del día de la futbolista. Desde 2019, previa aprobación por la legislatura porteña, se celebra en Argentina todos los 21 de agosto el Día de la Futbolista. El día elegido fue en honor a Elba por haber convertido cuatro goles para lograr la victoria contra Inglaterra en el primer mundial disputado por la selección argentina de fútbol femenino.
Su historia en el fútbol vivió oculta por 48 años, hasta que Lucila Sandoval, arquera durante casi tres décadas, decidió sacarlas del olvido cuando se propuso reunir a esas pioneras que habían hecho historia y nadie en Argentina lo sabía. Fue contactando a las distintas jugadoras de esa primera selección argentina hasta que dio con Elba, quien se había decidido a borrar de las páginas del libro de su vida esa parte y se mostró reacia a homenajes o gratitudes.
En el 2019, el publicista tresarroyense Juan Pedro Ferretti diseñó para la marca deportiva Adidas un video, en el marco del primer Día de la futbolista que tiene como protagonista a Elba y su historia.